# 加藤綾子
加藤綾子（日语：かとう あやこ，1985年4月23日—），為日本主播，原為富士電視台所屬，現已轉入日本音樂娛樂旗下。

## 人物
身高166公分。國立音樂附屬高等學校、國立音樂大學音樂學部音樂教育學科畢業。雙親居於埼玉縣三鄉市，而哥哥在她所主持的節目最後一集登場。
參加TBS電視台的主播訓練，也通過民放三社的採用試驗，於是2008年，選擇進入富士電視台（亦應徵NHK，但未成功）。她和同期的主播枡田繪理奈（TBS）、相內優香（東京電視台）是好友（皆參與TBS所舉辦的訓練）。
小時候就開始學習鋼琴，後來也接觸聲樂、三味線。大學就讀音樂教育學科，目標朝向當一位音樂教師。

## 經歷
2008年6月27日，在BS富士節目「L!VE MAJOR LEAGUE BASEBALL」匹茲堡海盜對紐約洋基的比賽中，負責助理的工作。7月，於富士電視台臺慶節目「FNS27時間テレビ!! みんな笑顔のひょうきん夢列島!!」（2008年7月26日 - 7月27日）每年慣例披露新人活動亮相。9月28日播出的節目，前輩小島奈津子代演，而她擔任助理。
富士電視台晨間新聞節目鬧鐘電視主播生野陽子升為主持人後，2008年9月17日公佈報導的工作交由其負責，10月4日正式開始於節目播報新聞。
前輩主播生野陽子的節目結束後，2008年10月13日起由她初次主持的深夜新節目接替。
2011年1月16日播出的，宣佈以富士電視台女主播組成的團體「Early Morning」由於高島彩退社，添加她和生野陽子兩人，成為三人團體。之後在7月6日團體發售的第三張單曲擔綱，嘗試生物股長的作曲方式。
在節目「TUNNELS的託大家的福」的料理對決企劃當中，連續兩回皆獲得優勝。
她在Oricon的調查第8、第9回「最喜歡的女主播」，連續兩年排名榜首。
2016年4月底自富士電視台退社，目前所屬事務所為Japan Music Entertainment。
2021年6月6日与一般男性结婚，7日在曾担任主持的节目鬧鐘電視以手写信形式发表了结婚事宜。2022年，先後離開真的假的！？TV和Live News it!。2023年1月，在夏威夷舉行結婚典禮，同年產下長女。
2025年4月，成為東京電視台「在世界那一處為什麼？+」的主持，是加藤產後首個常規節目。

## 參與節目
∗粗体为出演中
- 鬧鐘電視 （星期一到星期五，新聞播報） ※現場直播
- 真的假的！？TV （星期三，主持人）
- Live News it! （星期一到星期五，主播）
- 在世界那一處為什麼？（日语：ナゼそこ?）（星期四，主持）

### 不定期節目
- 星期二特番（日语：カスペ!） （星期二，一次性節目）
- （星期三，部分企劃助理）
- TUNNELS的託大家的福 （星期四，部分企劃助理）
- 星期五普雷斯蒂奇（日语：金曜プレステージ） （星期五，一次性節目）
- （星期六，部分企劃助理）
- 星期六高端（日语：土曜プレミアム） （星期六，一次性節目）
- Mr.星期日（日语：Mr.サンデー） （星期日，代理主持） ※現場直播
- 我們的音樂 Our Music

### 電視劇
- 《黑色止血鉗》（2018年4月，TBS電視台）-飾 木下香織

## 外部連結
- 加藤綾子的Instagram帳戶